# بروس کلافلین
بروس کلافلین، (به انگلیسی: Bruce Claflin) (زاده ۱۹۵۲) کارآفرین، بازرگان و مدیر ارشد اجرایی آمریکایی است، که در حال حاضر به‌عنوان رییس هیئت مدیره شرکت ای‌ام‌دی فعالیت می‌کند.